# Van Mijenfjord
Der Van Mijenfjord (norwegisch Van Mijenfjorden) ist ein etwa 50 km langer und 10 km breiter Fjord der Insel Spitzbergen in Svalbard. Er ist der nördliche Arm des Bellsund und begrenzt damit Nordenskiöld-Land nach Süden und Nathorst-Land nach Norden. An seinem nordöstlichsten Ende liegt die Bucht Braganzavågen (nach Aldegonda, Prinzessin von Braganza, die 1892 selbst an einer Spitzbergenexpedition teilgenommen hatte), an der die Bergbausiedlung Sveagruva liegt. Sein nordöstliches Ende heißt Rindersbukta (nach Michiel Rinders, einem dänischen Walfänger-Kapitän).
Van Mijenfjord wird an seiner Mündung auf praktisch der ganzen Breite von der Insel Akseløya begrenzt, so dass nur zwei schmale Meerengen den Fjord mit dem Nordatlantik verbinden. Aus diesem Grund ist das Wasser im Fjord relativ ruhig, und er friert im Winter früh zu, was wiederum den Abtransport der in Sveagruva gewonnenen Kohle im Winter unmöglich macht. 
Adolf Erik Nordenskiöld wollte diesen Fjord Willem Van Muyden, dem Leiter der dänischen Walfangflotte von 1612 bis 1613, widmen, hat sich aber bei der Schreibweise von dessen Namen geirrt. Der Name ist dennoch in der falschen Schreibweise bis heute geblieben. Van Muydenbukta, eine Bucht nördlich des Bellsund, trägt den Namen in der korrekten Schreibweise. Andere, heute historische Namen für den Van Mijenfjord sind Lowe Sound (Poole 1610, Fotherby 1613) mit verschiedenen Schreibweisen; Kloeck river – der Fjord wurde für das Delta eines Flusses gehalten – (Blaeu 1623 u. a.); Bell River (Scoresby 1820); Dry Fjord – weil Braganzavågen bei Niedrigwasser teilweise trockenfällt – (Keilhau 1831).